# Juana Catalina Romero
Juana Catalina Romero (Tehuantepec, Oaxaca, 27 de noviembre de 1837 - Ciudad de México, 19 de octubre de 1915) fue una empresaria, política y diplomática mexicana que apoyó con sus recursos al ejército durante la intervención francesa y propició la instauración de escuelas públicas en el Istmo de Tehuantepec, Oaxaca, mucho antes que la cruzada educativa nacional Vasconcelista.  
Como empresaria fue propietaria de una industria azucarera, la JCR, con la que recibió el reconocimiento internacional; primero en la Louisiana Purchase Exposition de 1904 con una medalla de plata por la calidad de su azúcar; y más tarde con la medalla de oro en el marco de la Great Exhibition of the Works of Industry of all Nations en 1908, al igual también recibió reconocimientos por parte de la United Fruit Company, siendo la primera mujer mexicana en recibir reconocimiento internacional por su propia industria.  
Dentro del orden político tuvo una actividad inédita para la época. Su cercanía muy temprana y apoyo económico durante la intervención francesa al comandante de Tehuantepec Porfirio Díaz, quien años después sería el presidente de la República Mexicana, la colocaría en un lugar privilegiado durante el Porfiriato. En 1907 Juana C. Romero fue un personaje central dentro de la inauguración del ferrocarril transístmico: acontecimiento geopolítico-económico de gran relevancia para el país. 
En su labor diplomática tuvo dos encuentros con el Papa León XIII, los mismos que le llevarían a implementar la encíclica Rerum Novarum  en su proyecto de instauración de escuelas públicas que ella misma financió para el desarrollo educativo de Tehuantepec, Oaxaca.
Falleció el 19 de octubre de 1915, 3 meses después de Porfirio Díaz.
En la telenovela histórica El vuelo del águila fue interpretada por la actriz Salma Hayek.

## Biografía
En su mocedad, jugadora de billar, vendedora de cigarros a los soldados, mujer libre, pasional e industriosa, se hizo respetar por su altivez bravía y el dominio de las armas de fuego con largo alcance 
A esta legendaria mujer tehuana, Juana Cata, se le atribuyó una relación con el presidente, el general Porfirio Díaz Mori. También conocida de promotora y dirigente de su entorno.
La gente dice que ella, al frente de los festejos, fijó las reglas del vestido tradicional, el tocado y las joyas que deberían siempre usarse. Un collar de monedas de oro con aretes peculiares, listones y trenzas entretejidas formando un semicírculo sobre la cabeza. Las joyas se compran o se rentan para las fiestas en un puesto especial del mercado, entre las sandalias y las canastas.
La indumentaria, de influencia europea, fue una aportación de la benefactora de Tehuantepec, Juana Cata, a la cultura local, según comenta el cronista Daniel Chicati, quien recuerda que esta mujer, empresaria, comerciante y promotora de la educación, traía de sus viajes anuales a Europa las muselinas, telas aterciopeladas e hilos de seda con que las mujeres empezaron a confeccionar sus vestidos. A ella se atribuye también la gran ornamentación en los peinados que llevan un elegante rodete a manera de trenza y un tocado con flores, canutillo e hilos dorados.
La tradicional camisa de manta de los tehuanos fue sustituida por la guayabera, mientras que el sombrero de palma se cambió por uno de cuero conocido popularmente como “panza de burro”, que también fue incorporado por influencia de Juana C. Romero, que legó a su pueblo el estilo de vestir que ahora caracteriza al Istmo de Tehuantepec.
Muerta hace casi un siglo, doña Juana Cata está presente en todas las fiestas a través de la severa observancia de sus reglas.
De generación en generación se transmite que cuando Porfirio Díaz, hombre gallardo de 1.80 de estatura, radicaba por el istmo en calidad de soldado federal con cierto rango, en uno de sus escapes del enemigo, fue Juana Catalina, la mujer que lo ayudó y escondió. De aquella bella mujer quedó grabado el recuerdo en Don Porfirio hasta su llegada a la silla presidencial, y, como todo buen caballero, respondió a aquella ayuda.
La fama de Juana Catalina provino no sólo de su relación con Díaz Mori, sino a causa de su belleza física, celebrada por quienes la conocieron, entre ellos el viajero francés Charles Etienne Brasseur.
Investigaciones de la escritora María de los Ángeles Cajigas, autora de la novela histórica de 1994 La Didjaza (en lengua indígena, la zapoteca) y del historiador Enrique Krauze (Porfirio Díaz, místico de la autoridad, Clío, México 1993) precisan algunos datos personales:
Se sabe que doña Juana Catalina Romero, hija de madre llamada María Clara, y de un hombre que descendía de la familia del militar español Juan Andrés Romero.
A la edad de 19 años, conoció a los dos hombres de su vida: el comandante liberal Porfirio Díaz Mori y el cabo Remigio Toledo, militar tehuano de San Blas, quien años más tarde se pasó a las filas del conservadurismo y del imperialismo francés.
La escritora María de los Ángeles Cajigas la describe, en la etapa de su juventud primera, como una muchacha muy hermosa, bronceada, vestida con clase , vendiendo cigarros a los soldados en el convento-cuartel de Santo Domingo.
A mediados del siglo XIX, la Didjazá le impide el acceso a Guiengola al sacerdote, aventurero, explorador, arqueólogo y literato francés Charles Etienne Brasseur. Brasseur, en su libro Viajes por el Istmo de Tehuantepec, describe a la Didjaza como una bella mujer de «piel bronceada, joven, hermosa, esbelta, fina y elegante», y la compara con la Malinche, con la diosa egipcia Isis y con la reina Cleopatra.
Para los tres autores no hubo duda que la hermosa flor de Tehuantepec conocida de Don Porfirio, y que el primero «logró que la empresa que construía el ferrocarril transístmico lo hiciera pasar a dos metros de la casa de Juana Cata». Así Don Porfirio podría visitarla.
Otro de los capítulos no cuestionados en la leyenda de la Didjaza fue su colaboración con la función militar de Díaz en Tehuantepec durante la Guerra de Reforma, que le valió al comandante su ascenso a mayor, ordenado por el propio presidente Benito Juárez.
El apoyo de doña Juana Catalina a Porfirio Díaz consistió en préstamos o donaciones financieras para pagar la soldada de las escasas tropas liberales y una eficiente labor de espionaje en el campo militar de los "patricios", los conservadores del lugar.
Era una mujer inteligente de condición trabajadora, como muchas mujeres en la actualidad. Un día, cuando se enteró de que aquel soldado a quien había salvado de la muerte era el hombre más poderoso de México, empacó y se lanzó a visitarlo.
Don Porfirio, quien ya era presidente de la república mexicana, no dudó en recibirla y cumplió así sus pedimentos. La historia confirma que gracias a ella llegaron a México los primeros hermanos de la Orden Marista venidos de España en un barco de vapor.
Don Porfirio, como agradecimiento, simpatía y amistad, le mandó edificar en el centro del Istmo de Tehuantepec un palacete con 6 habitaciones, jardines, salón principal, cocina amplia, antecomedor, un comedor para 25 personas y caballerizas al fondo de la propiedad, todo debidamente decorado con muebles traídos de Francia, vajillas de cristal florentino y porcelana checoslovaca. También le atravesó, entre otras cosas, la vía férrea por la ciudad y en esa casa única en todo el estado era una parada oficial que este hombre realizaba durante sus visitas presidenciales.
Era una mujer bella, digna, inteligente, trabajafdora y piel bronceada, nadie podrá saber qué tenía aquella mujerona que atraía a través del viento al presidente hasta su humilde imperio. Era como una especie de Cleopatra que, sin proponérselo, hacía que aquel hombre de vestimenta de gala militar y medallas de oro en el pecho llegara hasta ella escoltado de cadetes del Colegio Militar.
Cuentan los viejos que los niños corrían desde la estación siguiendo aquella caravana de vagones lujosos con gruesos cortinajes de terciopelo rojo y galones de hilo de oro para ver cómo se estacionaba frente a la casa de Doña Cata, como la conocen, y ver bajar a Porfirio con su espada escrupulosamente pulida y sus bigotes bien peinados. 
Aquel personaje por todos conocido ingresaba a la casa mientras los criados cerraban las pesadas rejas de hierro forjado. Pero los vecinos se encargaban de inventar diciendo que aquella mujer que ya no vestía enagua de enredo y huipil (traje del Istmo de Tehuantepec), sino unos elegantes vestidos de estilo victoriano de cuello alto repleto de encajes finos confeccionado en seda importada y de gran valor, le complacía con sus manos sobre el piano de cola los sones de La Sandunga,  y Doña Cata lo sorprendía con su música.
Pocas mujeres podrán darse el lujo de tener un amigo especial y conocido como ella lo sostenía. Sin embargo, Juana Catalina era una mujer que consiguió mucho beneficio para su pueblo y para la república mexicana; la gente se inventaba chismerio sobre ellos dos pero la gente que la conocía lo negaba y la describía como una mujer independiente, bella y fuerte, que no tenía necesidad.
Muchos autores publicaban sobre un romanticismo, amante, historias de amor entre ellos dos "pero eso no es cierto son solo rumores" afirmaba gente conocida de ella.
Con la Guerra de Reforma, Tehuantepec tuvo privilegios de participación y heroicidad, así como las poblaciones aledañas con habitantes de la misma etnia ya mestizos y castizos, quienes obtuvieron beneficios diversos como la educación, la industria y la llegada del ferrocarril a través de la intervención de doña Juana C. Romero.
Cabe hacer mención,que en 1995, una de las empresas de televisión abierta de México Televisa, comenzó la transmisión de la telenovela de corte histórico El Vuelo del Águila, una de las partes en la que se dividió, llamada la guerra, en la que se relatan las peripecias de un joven Porfirio Díaz, provocó la indignación de la población de Tehuantepec, al salir en televisión abierta, un supuesto romance entre el capitán Porfirio Díaz, interpretado por el actor Humberto Zurita y una joven Juana Cata, interpretada por Salma Hayek. El ver convertida a la mamá grande de los tehuanos en la querida del futuro presidente de México, hizo que el buzón personal de Emilio Azcarraga Milmo, presidente de la televisora,se llenará de cartas de enfurecidas tehuanas que exigían una explicación y disculpas, fue tal la presión que el historiador Enrique Krauze, quien fue quien asesoró en el tema histórico y el productor de la telenovela Ernesto Alonso, tuvieron que ir a la cuna de la inmortal Sandunga a disculparse con el pueblo tehuano por esa historia tergiversada.

## Proyecto del Museo Histórico del Istmo de Tehuantepec
Este personaje de la época porfiriana contará con un recinto dedicado a su figura: El Museo Histórico del Istmo de Tehuantepec.
Los gobiernos municipales de esta población y Estatal de Oaxaca, este último por conducto del Instituto Oaxaqueño de las Culturas (IOC), negocian adquirir dicha residencia con los herederos de doña Juana Cata. Una vez concretada esta compra, el inmueble se destinará a la exhibición pública para que propios y extraños conozcan dicho monumento histórico.
El que fuera hogar de Juana Cata es un chalet francés construido en 1913, apenas dos años antes del fallecimiento de Juana Cata. El edificio, pieza arquitectónica de museo, contiene muebles, menajes, obras artísticas, artesanales y efectos personales de la Didjaza de alto valor histórico y cultural que merecen el conocimiento público.
Una de las razones para conservar y compartir públicamente la herencia histórica de Juana Cata es la reivindicación de su imagen de mujer libre, pasional, inteligente e industriosa, porque es el trasunto vivo de las tehuanas de hoy en día.
Por fundar escuelas, hospitales e iglesias, Tehuantepec la reconoce como su principal benefactora, y por eso en su parque principal se levanta una estatua que la recuerda con agradecimiento.
Su obra humanitaria ha trascendido a través del tiempo, de tal forma que es una mujer a la que hoy se recuerda como si aún viviera: "Juana Catalina Romero" es un ejemplo por siempre de los valores que sintetiza a la mujer zapoteca".